# Zarząd Dróg i Transportu Miejskiego w Szczecinie
Zarząd Dróg i Transportu Miejskiego w Szczecinie (ZDiTM) – jednostka budżetowa miasta Szczecin. Został powołany z dniem 1 stycznia 2002 uchwałą Rady Miasta Szczecina z 22 października 2001. Początkowo funkcjonował jako zakład budżetowy, w jednostkę budżetową został przekształcony 1 grudnia 2011. Do zadań ZDiTM należy m.in. utrzymanie dróg publicznych i organizacja ruchu na drogach publicznych w granicach administracyjnych Szczecina oraz planowanie i organizacja transportu miejskiego na terenie Szczecina i gmin ościennych, z którymi ZDiTM ma podpisane porozumienie – Police, Dobra (Szczecińska) i Kołbaskowo. Porozumienie zawarte jest również z gminą Goleniów, ale dotyczy jedynie dwóch linii autobusowych wjeżdżających na odległość kilkuset metrów na teren gminy (do miejscowości Załom).

## Zadania
Do zadań Zarządu Dróg i Transportu Miejskiego w Szczecinie należy:
- finansowanie, planowanie, utrzymanie i ochrona dróg publicznych oraz organizacja ruchu na drogach publicznych w granicach administracyjnych miasta Szczecin, z wyłączeniem autostrad i dróg ekspresowych,
- zarządzanie, gospodarowanie, finansowanie, oznakowanie i utrzymanie użytków gruntowych o symbolu „dr” stanowiących własność Gminy Miasto Szczecin, niezarządzanych przez inne podmioty,
- organizacja, nadzór i kontrola oczyszczania ulic w mieście Szczecin,
- przewóz, organizacja, zarządzanie, planowanie i sterowanie transportem zbiorowym (tj. pełnienie roli organizatora publicznego transportu zbiorowego).

## Operatorzytransportu miejskiego
Na zlecenie ZDiTM Szczecin usługi przewozowe na liniach transportu miejskiego wykonuje pięć podmiotów:
- Tramwaje Szczecińskie – obsługuje wszystkie linie tramwajowe,
- Szczecińskie Przedsiębiorstwo Autobusowe „Klonowica” – obsługuje linie autobusowe przede wszystkim w lewobrzeżnej części Szczecina,
- Szczecińskie Przedsiębiorstwo Autobusowe „Dąbie” – obsługuje linie autobusowe przede wszystkim w prawobrzeżnej części Szczecina,
- Szczecińsko-Polickie Przedsiębiorstwo Komunikacyjne – obsługuje linie autobusowe łączące Szczecin i gminę Police oraz linie kursujące na terenie gminy Police,
- Przedsiębiorstwo Komunikacji Samochodowej w Szczecinie – obsługuje przede wszystkim linie autobusowe łączące Szczecin z gminami Dobra (Szczecińska) i Kołbaskowo.